# Aquí comiença un vocabulario en la lengua castellana y mexicana
Aquí comiença un vocabulario en la lengua castellana y mexicana est un dictionnaire bilingue espagnol-nahuatl du franciscain espagnol Alonso de Molina paru pour la première fois en 1555 au Mexique. Il s'agit du premier dictionnaire publié dans le Nouveau Monde. Molina l'a utilisé comme base pour son autre dictionnaire espagnol-nahuatl, plus complet, le Vocabulario en lengua castellana y mexicana paru en 1571.